# Podobwód Sędziszów Armii Krajowej

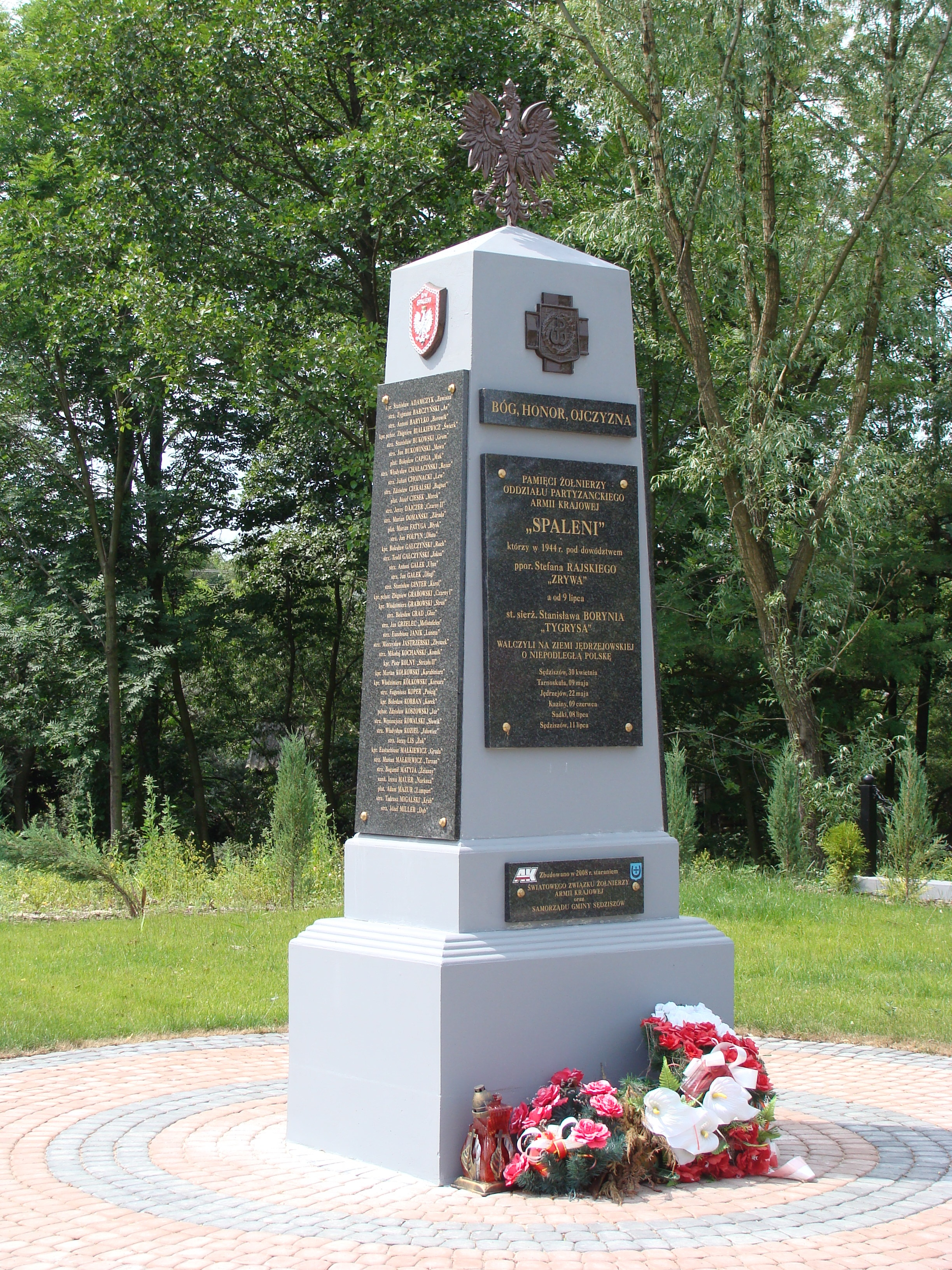
Pomnik oddziału „Spaleni” AK w Sędziszowie

Podobwód Sędziszów – jednostka partyzancka Związku Walki Zbrojnej, a następnie Armii Krajowej. Operowała na terenie gminy Sędziszów i nosiła kryptonim „Niwa”.
W wyniku rejonizacji struktury AK w 1943 utworzono podobwód „Niwa” Sędziszów. W 1944 podczas trwania akcji „Burza” podobwód „Niwa” był bazą mobilizacyjną II batalionu jędrzejowskiego Pułku Piechoty wchodzącego w skład Kieleckiej Brygady AK.
W kwietniu 1944 na terenie pododdziału „Niwa” powstał oddział partyzancki. W składzie znaleźli się żołnierze AK z Sędziszowa i okolic oraz ukrywający się żołnierze AK z Jędrzejowa tzw. „spaleni”. Od tych drugich oddział przyjął swą nazwę. W „Spalonych” służyło 88 żołnierzy, w tym 2 oficerów, 3 podchorążych i 28 podoficerów.
17 sierpnia 1944 przeprowadzona została pacyfikacja wsi Swaryszów, rozstrzelano 35 osób w tym 29 z AK.

## Skład w 1944
Podczas akcji Burza w skład podobwodu wchodziły 3 placówki:
- Placówka Nagłowice krypt. „Nałęczów”,
- Placówka Sędziszów krypt. „Dwór”,
- Placówka Mstyczów krypt. „Miedza”.